# Lol Mahamat Choua
Pour les articles homonymes, voir Choua.
Lol Mahamat Choua, né le 15 juin 1939 à Mao (Afrique-Équatoriale française) et mort le 15 septembre 2019 à N'Djaména (Tchad), est un administrateur civil et homme d'État tchadien, président du gouvernement d'union nationale de transition entre le 29 avril et le 3 septembre 1979.

## Biographie
Né le 15 juin 1939 à Mao, dans la région du Kanem, Lol Mahamat Choua est d'ethnie kanembou, de la noblesse du clan Kogana. Diplômé de l’institut international d’administration publique de Paris en 1973 et de l’institut des relations internationales de Paris en 1982. De 1965 à 1979, il fait carrière au sein de la caisse nationale de prévoyance sociale.
Durant la guerre civile, il est un cadre important du Mouvement populaire pour la libération du Tchad (MPLT) basé dans la zone du lac Tchad.
Le 29 avril 1979, au terme d'un compromis entre les Forces armées du Nord (FAN) d’Hissène Habré et les Forces armées populaire de Goukouni Oueddei lors de la conférence de Kano 2 pour former le premier gouvernement d’union nationale de transition (GUNT), après le départ du président Félix Malloum. Pendant quatre mois, il assure les fonctions de chef de l'État avant de démissionner le 3 septembre 1979 et d'être remplacé par Goukouni Oueddei.
Sous la présidence d'Hissène Habré, il revient d'exil à Paris et est nommé ministre des Transports.
En 1991, le président Idriss Déby le nomme maire de N'Djaména, fonction qu'il occupe jusqu'à l'année suivante. De 1993 à 1994, il préside le Conseil supérieur de la transition (CST).
En 1992, il crée le Rassemblement pour la démocratie et le progrès (RDP), dont il est désigné président d'honneur à vie. Le parti initialement d'opposition se rallie rapidement au régime. À l'élection présidentielle de 1996, il représente le RDP et accède au second tour contre le Mouvement patriotique du Salut (MPS), le parti présidentiel.
Le 15 septembre 2019, il meurt d'un cancer à N'Djaména à l'âge de 80 ans. Ses obsèques ont lieu le 16 septembre 2019, place de la Nation à N'Djaména, en présence du président Idriss Déby, qui l'élève à titre posthume à la dignité de grand-croix de l'ordre national du Tchad. Lol Mahamat Choua est ensuite inhumé au cimetière de Lamadji. Un deuil national de trois jours est décrété du 16 au 18 septembre, les drapeaux sont mis en berne et toute activité à caractère festive est interdite.

## Décorations
- Grand-croix de l'ordre national du Tchad (décoré à titre posthume par Idriss Déby, le 16 septembre 2019)[6]